# Terre Marie Byrd
Pour les articles homonymes, voir Byrd.
La terre Marie Byrd ou terre de Marie Byrd est une région de l'Antarctique occidental. Elle est un des seuls territoires au monde (avec notamment le Bir Tawil, territoire situé entre l'Égypte et le Soudan) à n'être revendiqué par aucun État,, ce qui en fait une terra nullius, le reste du continent Antarctique étant revendiqué par sept pays du reste du monde. Elle n'a aucun gouvernement, aucune ville et aucun habitant permanent.
Ses contours restent approximatifs[Quoi ?]. Ils sont délimités à l'ouest par la plateforme de glace de Ross et par la mer de Ross, au nord par la mer d'Amundsen et vers l'est par le haut plateau de la terre d'Ellsworth. La région se situe en dessous du 60e parallèle. La découverte de la zone comprise entre le plateau Rockefeller et la Eights Coast est due au rôle prépondérant de l'amiral Richard E. Byrd. Le nom de terre de Marie Byrd a été initialement donné par ce dernier en 1929, en l'honneur de sa femme, Mary Byrd, pour cette partie nord-ouest, laquelle avait été explorée durant cette année.

## Exploration
Alors que la mer d'Amundsen, limite nord de la terre Marie Byrd, était le point le plus au sud atteint par James Cook en 1774 dans son expédition avec le Resolution, l'exploration de cette région n'a vraiment débuté qu'avec l'opération de l'US Navy nommée Opération Highjump de 1946-1947. Des photos aériennes prises par un avion C-47 permirent d'établir les premières cartes de la plus grande partie de ce territoire.

## Occupation

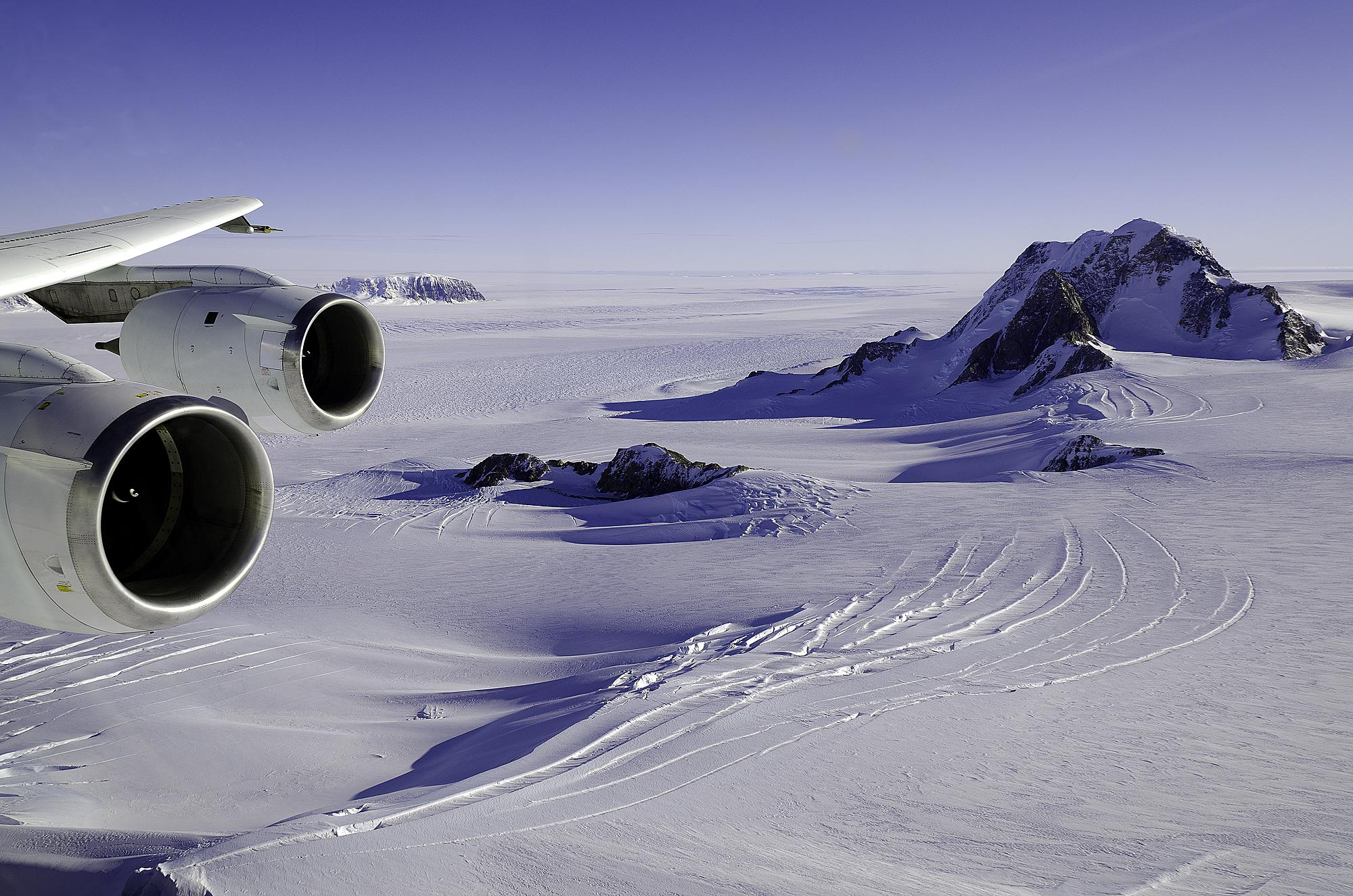
La terre Marie Byrd.

La terre Marie Byrd a été quasi exclusivement occupée par les États-Unis.
La terre de Marie Byrd a d'abord accueilli la station Byrd dans le cadre de l’opération Deep Freeze, débutée en 1957. La station Byrd était la seule base d'importance à l'intérieur de la partie occidentale de l'Antarctique. En 1968, la première carotte glaciaire extraite sur la totalité de l'épaisseur de la calotte glaciaire a été forée ici. Cette station permanente a été abandonnée en 1972, bien qu'ensuite un camp d'été temporaire, le Byrd Surface Camp, ait été maintenu jusqu'en 1995. Ouvert par l'USAP, il a servi de soutien aux opérations dans le Nord-Ouest antarctique.
La station Byrd a servi d'exemple pour la base antarctique condamnée du film d'horreur de John Carpenter, The Thing.
En 1998-1999, un camp a été installé dans la chaîne Ford (en) à l'ouest de la terre de Marie Byrd. Il sert de camp de base pour la surveillance aérienne de l'USAP lancée par l'UCSB et est géré par l'Institut de géophysique de l'université du Texas.
En 2004-2005, un grand camp, Thwaites, a été établi par l'USAP à 150 km au nord de la station Byrd, afin d'effectuer un large relevé géophysique aérien de l'Est de la terre de Marie Byrd, toujours par l'institut de géophysique de l'université du Texas.
En 2006, un campement encore plus important, le WAIS Divide (en) a été établi à la limite entre la baie de la mer de Ross et la baie de la mer d'Amundsen, dans la partie la plus orientale de la terre de Marie Byrd, dans le but de forer une carotte glaciaire dans les trois années suivantes.

## Revendications par des micronations
- En 2001, le grand-duché de Westarctica, d'origine américaine, revendique la terre Marie Byrd. Se basant sur le traité sur l'Antarctique, qui interdit toute nouvelle revendication territoriale par des pays, Travis McHenry réclame le territoire en tant qu'individu[3].
- En 2008, c'est le grand-duché de Flandrensis, d'origine belge, qui, à son tour, revendique  cinq îles sur les côtes de terre Marie Byrd : Siple, Cherry, Maher, Pranke et Carney. Cette revendication se base aussi sur une interprétation du traité sur l'Antarctique[4].

Dans les deux cas, les dirigeants de ces micronations en ont appelé à l'Organisation des Nations unies et à la communauté internationale. Seul Westarctica reçut des réponses de politesse de la part du grand-duc du Luxembourg et du prince de Monaco.